# Pierre-Léon Bérard de Chazelles
Pour les articles homonymes, voir Bérard et Chazelles.
Pierre-Léon Bérard de Chazelles (15 mars 1804, Clermont-Ferrand - 5 décembre 1876, Cannes), est un homme politique français.

## Biographie
Propriétaire dans le Puy-de-Dôme, il avait manifesté, sous le règne de Louis-Philippe, des opinions légitimistes et surtout catholiques. Les conservateurs du Puy-de-Dôme l'envoyèrent, le 13 mai 1849, à l'Assemblée législative. Chazelles siégea à droite, et opina avec la majorité anti-républicaine : pour les lois sur la presse et les écrits périodiques, contre les clubs, sur l'enseignement, pour la restriction du suffrage universel (loi du 31 mai 1850) ; pour la loi sur l'instruction publique, pour la révision de la Constitution.
Il ne favorisa pas tout d'abord les projets personnels de Louis-Napoléon Bonaparte, et fut du nombre des représentants qui protestèrent, le 2 décembre 1851, à la mairie du 10e arrondissement de Paris contre le coup d'État du 2 décembre 1851 ; mais il se rallia au fait accompli, accepta de figurer sur une liste supplémentaire de la commission consultative, reçut la décoration de la Légion d'honneur[Quand ?], et fut enfin le candidat officiel du gouvernement aux élections du Corps législatif, le 29 février 1852 ; la 1re circonscription du Puy-de-Dôme l'élut député.
Chazelles devint maire de Clermont-Ferrand.
Au Corps législatif, il siégea dans la majorité de droite, obtint sa réélection, sans concurrent, le 22 juin 1857, mais échoua au renouvellement du 1er juin 1863 : l'administration avait patronné à sa place Mège.
Beau-frère de Francisque-Joseph Ramey de Sugny, il est le père du préfet Pierre-Marie-Étienne Bérard de Chazelles et le beau-père de Bernard-Hubert Clérel de Tocqueville.

## Sources
- « Pierre-Léon Bérard de Chazelles », dans Adolphe Robert et Gaston Cougny, Dictionnaire des parlementaires français, Edgar Bourloton, 1889-1891 [détail de l’édition]